# 민주사회를 위한 변호사모임
민주사회를 위한 변호사모임(民主社會를 爲한 辯護士모임, Lawyers for a Democratic Society, 약칭 민변)은 대한민국의 진보주의 변호사 단체이다. 1988년 5월 28일 인권, 시국 사건의 변론을 주로 맡아 온 중진 변호사 30명과 소장 변호사 16명이 참여해 결성했다.

## 역사
민변은 대한민국의 인권운동에 그 뿌리를 두고 있다. 인권변호사 '1세대'라고 할 이병린 변호사를 비롯하여 1970년대에는 이돈명(전 조선대 총장), 한승헌(전 감사원장), 조준희(전 언론중재위원회 위원장), 홍성우, 황인철 변호사 등이 유신시대의 시국사건 변론을 주로 담당하였다.
1980년대에는 조영래, 이상수, 박성민, 박원순 등 '2세대'변호사들이 이 흐름을 이어받았는데, 이들은 망원동 수재사건과 구로동맹파업 사건 공동변론을 계기로 1986년 5월 19일 정의실현 법조인회(정법회)를 결성하였고, 이후 박종철 고문치사사건과 민주항쟁에 뛰어들면서 몸소 구속까지 감내하였다. 한편, 1988년부터 젊은 변호사들을 중심으로 청년변호사회(청변)가 결성되었고, '정법회'와 '청변'은 서로 힘을 모으기로 하여, 1988년 5월 28일 고 조영래 변호사의 제안으로 당시로는 생소하였던 '민주사회를 위한 변호사모임'이라는 이름 아래 51명의 창립회원으로 출범하였다.

### 출범 초기
민변이 출범하자마자 불법위장취업했던 권인숙을 수사하는 과정에서 일탈이 있었던 부천경찰서 성고문 사건에 따른 공소유지담당, 임수경·문익환 목사의 방북 사건 등 변호인의 조력이 필요한 일들이 잇달아 일어났다. 국가를 전복하려고 하였던 사노맹, 서울사회과학연구소 사건 등 계속되는 반국가단체에 대한 변론을 하였다.
보안사 민간인 사찰에 대한 윤석양의 양심선언, 강기훈 유서대필 사건에서는 변론 활동 외에 진실 발견을 위한 노력에도 큰 힘을 기울였다. 동시에 개혁입법 등 법률전문가로서의 힘을 발휘하여 악법의 유산을 청산하기 위한 노력은 물론, 비슷한 시기에 조직된 민가협, 인의협 등 사회운동 단체와의 연대를 통해 양심수 석방 등 현안에 대처하면서 제도개혁을 위한 대외활동에도 매진하였다.
김영삼 정부의 출범 후 민변은 1993년 안기부의 간첩조작사건, 1994년『한국사회의 이해』저자들에 대한 국가보안법 적용 등 문민정부의 이름 아래 자행되는 반민주적 잔재를 고발하고 척결하기 위해 동분서주하면서도, 변화된 사회 속에서 새로운 과제를 인식하고 적극적으로 대응하려 하였다. 1995년에는 5·18 학살주범불기소처분에 대한 헌법소원을 제기하고 5·18 특별법 제정을 촉구하였으며, 1996년 12월 26일 안기부법과 노동법 날치기 통과에 맞서 초유의 변호사 철야농성을 벌이고 대국민 홍보책자『독재의 망령을 파헤치며』를 발간하기도 하였다.

### 1990년대 후반
김대중 정부의 출범 후 형식적인 민주화가 진전되는 과정에서 민변은 인권단체의 역할을 수행하면서도 법률전문가로서의 역량을 발휘하고자 공익소송활동을 강화하였다. '공익소송위원회'를 설치하고, 김포공항 소음피해 소송, 수해 피해 주민들 집단소송 등 다양한 공익소송을 진행하였다.
시민사회의 성장은 2002년 총선에서‘총선 시민연대’의 결성과 혁혁한 활동 성과로 결실을 보게 되는데, 민변도 선거법 개정 연구나 헌법소원, 공천무효확인 소송 등 법률적 지원을 통해 적극 동참하고, 스스로를 시민사회 속의 전문가 단체로 자리매김하였다.
김대중 정부가 공언한 인권법 제정과 인권기구 설치가 올바르게 진행될 수 있도록 다른 시민단체들과 함께‘공동추진위원회’를 결성하고,‘인권법 공청회’를 개최하기도 하였다. 2001년부터는 인권주간 행사의 하나로 '한국인권보고대회'를 개최하여 사회 각 분야의 인권상황을 아우름으로써 인권이 우리의 일상에 녹아내리는데 앞장섰다.

### 2000년대
2002년 대통령 선거에서 민변 회원이었던 노무현 변호사가 당선되고 2004년 대통령 탄핵 사태로 진보세력이 사상 처음으로 국회의석의 과반수를 점할 무렵 회원들 중 일부가 공직에 진출하여 개혁작업에 직접 참여하면서 독립적 시민단체로서 민변의 위상에 우려와 혼란이 생기기도 하였다.
그러나 차츰 민변은 개혁입법, 과거사 청산 사법개혁 등의 과제에 대하여 진보적 전문가단체로서 구체적 대안을 개발하고 분명한 목소리를 내는데 주저하지 않았다. 동시에 한미 FTA와 쇠고기 수입 협상, 비정규직법 제정, 이랜드 비정규직 부당해고에 반대하고 김용철 변호사의 양심선언에서 촉발된 삼성그룹 비자금 조성 및 불법로비 사건의 고소, 고발을 주도하는 등 민변의 목소리와 법률적 조력이 필요한 현안에 적극 대응하였다.

## 논란

### 편향성
민주사회를위한변호사모임(민변) 여성인권위원회는 선택적 분노를 하고 있다는 비판이 가해지고 있다..

### 경찰체포
민변 변호사 4명이 2013년 쌍용자동차 사태의 해결을 촉구하는 집회 도중 위법행위를 한 경찰관을 체포하려고 하였고, 이 과정에 경찰관을 다치게 하였다. 이에 대법원에 의해 체포미수죄로 벌금형이 확정되었다.

### 옵티머스 투자사기 사건
옵티머스와 관련된 윤석호 변호사는 민변에 가입한 적이 없었음에도 불구하고, 언론보도가 잘못 나면서 민변 출신으로 오보가 난 적이 있었다.
윤석호 변호사의 배우자인 이진아 변호사도 민변에 가입한 적이 없었는데, 몇몇 언론에서 이와 같은 오보가 났었다.
이러한 오보가 난 배경에는 2012년 문재인 후보를 지지하는 법조인 지지선언(https://m.lawtimes.co.kr/Content/Article?serial=68650)에 부부가 이름을 올렸기 때문인 것으로 보인다.
당시 법조인 지지선언은 민변 회원이 포함되어있었지만, 민변 회원 전원이 참여한 것도 아니었고, 민변 아닌 법조인들도 참여한 명단이었다.

## 조직
2011년 기준으로 서울의 본부와 부산지부, 대전충청지부, 광주전남지부, 전주전북지부, 경남지부, 대구지부, 울산지부를 포함해 전체 700명이 회원으로 가입해 있다. 기본적인 인권의 옹호를 위한 변론을 비롯한 법률 지원 사업, 관련 법률·제도의 연구와 조사, 교육·출판·홍보·여론 형성 사업 등을 진행하고 있다.
변론팀, 회원팀, 교육팀, 출판홍보팀, 대외협력팀, 총무재정팀을 사무처에 두고 있으며, 각 분야의 전문성 제고를 위해 미군문제, 통일, 여성인권, 환경, 노동, 언론, 사법, 과거사 청산, 민생경제, 교육 청소년, 국제 연대, 소수자 인권, 외교 통상 등 위원회를 운영하고 있다. 2015년 기준, 민변은 회원 1,000명을 돌파한 것으로 알려져 있다.

## 발간 도서
- 민주사회를 위한 변호사모임. 《새노동법 해설》. 민주사회를위한변호사모임. 1997년. ISBN 8987761002
- 민주사회를 위한 변호사모임. 《416세월호 민변의 기록》. 생각의길. 2014년. ISBN 9788965133049

## 같이 보기
- 박원순
- 노무현
- 대한변호사협회
- 시민과 함께하는 변호사들
- 헌법을 생각하는 변호사 모임
- 한반도 인권과 통일을 위한 변호사모임
- 희망을만드는법
- 공익변호사모임 공감
- 공익인권법재단 공감